# Fausto Paravidino

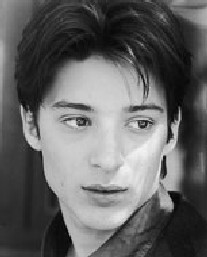
Fausto Paravidino

Fausto Paravidino (* 15. Juni 1976 in Genua) ist italienischer Autor, Regisseur und Filmschauspieler. Er gilt als das „Wunderkind“ der italienischen Dramatik.

## Leben
Fauso Paravidon wurde am 15. Juni 1976 in Genua geboren. Aufgewachsen ist er in Rocca Grimalda im Piemont und absolvierte dort seine Ausbildung und wo seine Eltern noch heute leben. Sein Film von "Texas" von 2005 spielt in der Gemeinde Rocca Grimalda. Er begann schon sehr früh mit der Theaterarbeit, bereits 1990 beim Kulturverein La Soffitta in Acqui Terme, wo er für die Schauspielerei den Aufsatz zum Jahresende „Die Hochzeit des kleinen Bourgeois“ von Brecht, vorbereitete Kurs. Mit neunzehn Jahren kehrte er 1995 nach Genua zurück und besuchte die Schauspielschule Teatro Stabile.
In seinem Stück „Peanuts“ thematisiert Paravidino den G8-Gipfel in Genua. Auch in dem wenig später im Auftrag des Londoner Royal Court Theaters entstandenen Werk „Genua 01“ widmet sich der junge italienische Autor dem Thema G8. 300 000 Menschen kamen 2001 nach Genua, um für das Ende von Hunger, Unterdrückung und Krieg, für eine gerechte Weltordnung und gegen die Zerstörung der Umwelt zu demonstrieren. Doch sie waren mit einem Ausmaß polizeilicher Gewalt konfrontiert, das an die blutigen Diktaturen in Chile und Argentinien erinnert: Der 23-jährige Carlo Giuliani starb durch die Kugel eines Carabiniere, friedliche Massendemonstrationen wurden mit Tränengas beschossen, bei Straßenschlachten gab es hunderte Verletzte. Allein bei einer nächtlichen Razzia in einer Unterkunft der Demonstranten schlugen Polizisten auf 90 Gipfelgegner so heftig ein, dass 60 von ihnen schwerverletzt ins Krankenhaus mussten.
„Genua 01“ ist eine bittere Bestandsaufnahme der Ereignisse während des G8-Gipfels im Sommer 2001. Paravidino möchte mit seinem semidokumentarischen Stück aufklären und lässt keinen Zweifel daran, wer aus seiner Sicht die Verantwortung für die tragischen Ereignisse trägt. Er montiert Zeugenaussagen, Polizeiprotokolle und Medienberichte zu einer Chronologie, in deren Mittelpunkt der Tod Carlo Giulianis steht. Das Stück wurde in der Berliner Schaubühne am Lehniner Platz in Deutschland uraufgeführt.

## Filmografie
- 1998: Vuoti a perdere
- 1999: La via degli angeli
- 2000: Tobia al caffè
- 2000: Il partigiano Johnny
- 2005: Texas
- 2006: Bambini
- 2007: Signorina Effe
- 2008: All Human Rights for All (Dokumentarfilm)
- 2008–2010: Romanzo Criminale – Der Pate von Rom (Romanzo criminale – La serie, Fernsehserie, 22 Folgen)
- 2016: Die Ungezähmte (L'indomptée)
- 2023: Il vento soffia dove vuole